# 妙仙寺 (加東市)
妙仙寺（みょうせんじ）は、兵庫県加東市山国にある曹洞宗の寺院。三草藩主の一色丹羽氏の菩提寺で、愛知県小牧市にある福巌寺の末寺である。

## 歴史

### 萬年山 長松寺
明応6年(1497年)、尾張国愛知郡折戸村（愛知県日進市折戸町)で丹羽氏従が、香華所として萬年山 長松寺を開創したのが始まりである。
天文6年(1537年)または、天文7年(1538年)に、丹羽氏清が、尾張国愛知郡本郷村から、愛知郡岩崎村に拠点を移した時に、折戸村の萬年山 長松寺を岩崎村に移し、来鳳一覆を招いて開山し、一言高賢が二世となった。
氏清は、曽祖父の丹羽氏従の法号である長松寺龍澤道盛から寺号とし、曽祖母の法号である萬年寺大岳宗億から山号とした。

### 尾張岩崎村・三河伊保藩時代
永禄7年(1564年)、氏清の子の丹羽氏識の代に、山号と寺号を、大椿山 妙仙寺に改めた。
氏識は、父の氏清の法号である妙仙寺椿岩道寿から寺号とし、母の法号である大椿院永仙妙寿から山号とした。
丹羽氏勝の長男の丹羽氏次は尾張国の岩崎城を本拠地として織田信長に仕えた。本能寺の変で信長と嫡男の織田信忠が没すると、織田信雄の家臣となったが、最終的には徳川家康に仕えて
慶長5年（1600年）の関ヶ原の戦いでは東軍に属し戦功を挙げ、氏次は三河国伊保藩1万石の藩主となった。
寛永15年（1638年）、美濃岩村藩主の松平乗寿が、遠江浜松藩へ移封となると、同年12月、丹羽氏信が後任として美濃岩村藩へ2万石で入り、伊保藩は廃藩となった。

### 美濃岩村藩時代
丹羽氏信が岩村藩主となると、前・岩村藩主の大給松平家の菩提寺であった龍巌寺の伽藍を受け取り、尾張岩崎の妙仙寺九世の斧峯牛鈯が、岩村にも妙仙寺を開創した。この妙仙寺が後に播磨の山国村の妙仙寺の基となった。
岩村時代には、九世の斧峯牛鈯、十世の天禅牛運、十一世の密運要芝、十二世の木吼観香(木吼杷挙)、十三世の天倫雲章と五代続いた。
斧峯牛鈯は、美濃恵那郡阿木村に禅林寺を開山して末寺とし、
慶安年間(1648年～1652年)、岩村城下にあった臨済宗の清楽寺を曹洞宗に改宗して中興し末寺とした。清楽寺が以前あった場所には斧峯牛鈯の墓が残っている。
慶安4年(1651年)、斧峯牛鈯が土岐郡に寶林寺を開山し、天禅牛運が二世となり、密運要芝が四世となった。寶林寺には密運要芝の墓がある。
天禅牛運は、岩村妙仙寺の墓地に埋葬されたという記録があるが、現在は墓の存在が不明である。
明暦2年（1656年）には、十二世の木吼観香(木吼杷挙)が、美濃恵那郡野井村に天長寺を開山した。天長寺には木吼観香(木吼杷挙)の墓がある。
丹羽氏は岩村藩主の時代には、当時、岩村にあった妙仙寺の境内を墓所としていた。現在は大名墓地と呼ばれ、丹羽氏数代の墓が残っている。
- 丹羽氏信・曹渓院殿乾徳意貞大姉(氏信の正室)・丹羽氏春(氏信の三男)
- 丹羽氏定・芳春院殿蘭室永香大姉(氏定の正室)・勘十郎(氏定の次男)・智鏡院(氏定の長女)
- 丹羽氏純・実相院殿真如性空大姉(氏純の正室)
- 丹羽氏明

第5代藩主・丹羽氏音の時代に藩財政の困窮を救うため、新進の山村瀬兵衛を側用人として抜擢し数年にして財政改革を成し遂げたものの、旧来からの丹羽氏の家臣達から憎まれて騒然としてきたので、氏音は山村瀬兵衛に身を退くように勧めたが、山村瀬兵衛が幕府に内情を訴えたために御家騒動(丹羽家騒動)となり、幕府からそれを咎められて、氏音は政令疎怠の理由で1万9千石から、1万石に減らされた。

### 越後高柳藩時代
元禄15年（1702年）6月22日、氏音は岩村藩から越後高柳藩へ移封された。しかし越後には赴かず江戸で閉門・蟄居した。
同年12月24日に、氏音は閉門・蟄居を許されたが、将軍綱吉に対する拝謁は許されず、元禄16年（1703年）4月25日、赦免されたが、越後高柳陣屋へ赴くことは認められず江戸に留まった。
宝永2年（1705年）閏4月7日に、江戸で没した。享年28歳。
妙仙寺は岩村を離れて残っていないため、越後高柳に移ったと考えられるが、その跡地は不明である。
延享4年(1747年)丹羽薫氏が、越後高柳藩より播磨三草藩に移封となった。

### 播磨三草藩時代
翌年の寛延元年(1748年)に、妙仙寺は播磨の山国村へ移り、寺領として50石を給された。
そのため妙仙寺は、兵庫県加東市山国と愛知県日進市岩崎町の両方に存在している。
一色丹羽氏は、当時は江戸定府の大名となって以後は、江戸の浅草にあった海雲寺を墓所とし、播磨の山国村の妙仙寺では一色丹羽氏歴代の霊牌を祀った。
丹羽氏栄は大坂加番を勤めていた時に大坂城玉造口の屋敷で没したため、遺骸は播磨の山国村の妙仙寺に運ばれて埋葬された。そのため氏栄の墓のみが存在している。

## 建造物
本堂・開山堂・霊牌殿・宝蔵・薬医門・仏堂・土蔵・開基家廟所

## 寺宝
- 太刀:　一振　(備前長船　祐定の作)
- 書幅:　一軸
- 伝衣:　開祖盛禅が着用した物

## 関連寺院
- 妙仙寺　(愛知県日進市)

### 末寺
- 禅林寺　(岐阜県中津川市)
- 清楽寺　(岐阜県恵那市)
- 天長寺　(岐阜県恵那市)
- 寶林寺　(岐阜県瑞浪市)